# Round Lake (Nova York)
Round Lake és una població dels Estats Units a l'estat de Nova York. Segons el cens del 2000 tenia 604 habitants.

## Demografia
Segons el cens del 2000, Round Lake tenia 604 habitants, 257 habitatges, i 160 famílies. La densitat de població era de 215,9 habitants per km².
Dels 257 habitatges en un 32,3% hi vivien nens de menys de 18 anys, en un 47,5% hi vivien parelles casades, en un 12,5% dones solteres, i en un 37,7% no eren unitats familiars. En el 30,4% dels habitatges hi vivien persones soles el 10,1% de les quals corresponia a persones de 65 anys o més que vivien soles. El nombre mitjà de persones vivint en cada habitatge era de 2,35 i el nombre mitjà de persones que vivien en cada família era de 2,96.
Per edats la població es repartia de la següent manera: un 25,3% tenia menys de 18 anys, un 6% entre 18 i 24, un 31% entre 25 i 44, un 26,5% de 45 a 60 i un 11,3% 65 anys o més.
L'edat mediana era de 38 anys. Per cada 100 dones de 18 o més anys hi havia 84,1 homes.
La renda mediana per habitatge era de 43.409 $ i la renda mediana per família de 49.375 $. Els homes tenien una renda mediana de 35.859 $ mentre que les dones 30.750 $. La renda per capita de la població era de 20.320 $. Entorn de l'1,3% de les famílies i el 2,6% de la població estaven per davall del llindar de pobresa.